# Ботсвана на летних Олимпийских играх 1988
Ботсвана принимала участие в Летних Олимпийских играх 1988 года в Сеуле (Республика Корея) в третий раз за свою историю, но не завоевала ни одной медали. Сборную страны представляли два боксёра и шесть легкоатлетов.

## Бокс
Спортсменов — 2
| Спортсмен        | Категория | 1/32 финала            | 1/16 финала          | 1/8 финала           | 1/4 финала           | Полуфинал            | Финал                |
| Спортсмен        | Категория | Соперник и результат   | Соперник и результат | Соперник и результат | Соперник и результат | Соперник и результат | Соперник и результат |
| ---------------- | --------- | ---------------------- | -------------------- | -------------------- | -------------------- | -------------------- | -------------------- |
| Маджар Чекиссо   | 54 кг     | Рене Брейтбарт Пор 0:5 | Не прошёл            | Не прошёл            | Не прошёл            | Не прошёл            | Не прошёл            |
| Шейкс Кубуйтсили | 60 кг     | -                      | Аззедин Саид Пор RSC | Не прошёл            | Не прошёл            | Не прошёл            | Не прошёл            |

## Лёгкая атлетика
Спортсменов — 6
Мужчины
| Спортсмен                                                       | Вид             | Забег     | Забег | Четвертьфинал | Четвертьфинал | Полуфинал | Полуфинал | Финал     | Финал     |
| Спортсмен                                                       | Вид             | Результат | Место | Результат     | Место         | Результат | Место     | Результат | Место     |
| --------------------------------------------------------------- | --------------- | --------- | ----- | ------------- | ------------- | --------- | --------- | --------- | --------- |
| Бенни Гараметсо                                                 | 200м            | 22,79     | 6     | Не прошёл     | Не прошёл     | Не прошёл | Не прошёл | Не прошёл | Не прошёл |
| Санди Мавени                                                    | 400м            | 47,97     | 4     | Не прошёл     | Не прошёл     | Не прошёл | Не прошёл | Не прошёл | Не прошёл |
| Бобби Гасейтсиви                                                | 800м            | 1.48,08   | 4     | Не прошёл     | Не прошёл     | Не прошёл | Не прошёл | Не прошёл | Не прошёл |
| Мбиганьи Ти                                                     | 1500м           | 3.41,97   | 8     |               |               | 3.42,62   | 10        | Не прошёл | Не прошёл |
| Бигбой Матлапенг                                                | Марафон         |           |       |               |               |           |           | 2:20.51   | 34        |
| Джозеф Рамотсхаби Бобби Гасейтсиви Бенни Гараметсо Санди Мавени | Эстафета 4х400м | 3.13,16   | 7     | Не прошли     | Не прошли     | Не прошли | Не прошли | Не прошли | Не прошли |